# Vierna
Vierna -su nombre tradicional-, en ocasiones referida como San Bartolomé de Meruelo o San Bartolomé de Vierna, es una localidad del municipio de Meruelo (Cantabria, España). En el año 2023 contaba con una población de 53 habitantes (INE). La localidad se encuentra situada a 160 metros de altitud sobre el nivel del mar, y a 5,6 kilómetros de distancia de la capital municipal, San Miguel de Meruelo.
Vierna es una de las tres pedanías históricas de Meruelo, junto a San Miguel y San Mamés. En el siglo XVII había en la población una ermita dedicada a San Bartolomé, pero los fieles debían desplazarse hasta la parroquia de San Miguel para ejercitar el culto religioso. Esto motivó a los vecinos a pedir que la ermita fuese su parroquia, lo que consiguieron en 1711. Se empezó entonces la construcción de la actual iglesia, la parroquia de San Bartolomé de Vierna, que fue terminada en 1775.
Esta localidad está en el Camino de Santiago de la costa de Trasmiera y la principal vía romana de Agripa, “itinera antigua”. Los Hospitalarios de San Juan se asentaron aquí y construyeron un hospital fortificado para proteger a los peregrinos desde el que ejercían su propia jurisdicción civil y criminal independiente de la real.